# Kommunistische Partei Abchasiens
Die Kommunistische Partei Abchasiens (russisch Коммунистическая партия Абхазии/ Kommunistitscheskaja partija Abchasii, kurz auch KPA) ist eine Partei in der nur von wenigen Staaten anerkannten Republik Abchasien. 

## Geschichte
Die KPA wurde im März 1921 mit der Forderung zur Schaffung einer separaten Abchasischen Sowjetrepublik gegründet. Diese Abchasische Sozialistische Sowjetrepublik sollte direkt in die Sowjetunion integriert werden. Vorsitzender war Ewrem Eschba, der vorher im Sommer 1918 in Sochumi ein bolschewistisches Revolutionskomitee initiierte. Während der Sowjetära war die KPA ein Teil der Kommunistischen Partei der Sowjetunion.
Nach dem Zerfall der Sowjetunion und dem Erreichen der De-facto-Unabhängigkeit infolge des abchasischen Sezessionskrieges wurde die KPA 1994 als eigenständige Partei neu gegründet.
Auch heute noch hat die KPA enge Kontakte zu kommunistischen Gruppierungen in Russland und anderen post-sowjetischen Staaten. Sie ist Mitglied der Union der Kommunistischen Parteien – Kommunistische Partei der Sowjetunion. Anders als andere kommunistische Parteien in der Region, sehen sie sich und Stalin nicht als Klassiker des Marxismus-Leninismus an.